# Aspalathus capitata
Aspalathus capitata är en ärtväxtart som beskrevs av Carl von Linné. Aspalathus capitata ingår i släktet Aspalathus och familjen ärtväxter. Inga underarter finns listade i Catalogue of Life.